# جنگ پلوپونز
جنگ پِلوپونِز یا جنگ پلوپونزوس به مجموعه جنگ‌های تاریخی و مهمی گفته می‌شود که در فاصلهٔ سال‌های ۴۳۱ تا ۴۰۴ پیش از میلاد میان اسپارت و آتن ادامه داشت و به تخریب آتن و انحطاط تمدن آن منتهی گردید. البته جنگ این دو گروه یونانی با یکدیگر، محدود به خاک یونان نشد. بلکه به تمام صفحات یونانی‌نشین آن روزگار، یعنی از سواحل آسیای صغیر و تراکیه گرفته تا قبرس و ایتالیا سرایت کرد و در سرتاسر شهرهای یونانی، مردم به دو بخش تقسیم شدند و در سلسله جنگ‌هایی دامنه‌دار چنان به جان یکدیگر افتادند که تاریخ کمتر نظائر آن را نشان می‌دهد.

## زمینه‌های شروع جنگ
پس از سال ۴۴۵ پیش از میلاد، آتن بسیار قدرتمند شده بود؛ به خصوص که پایان جنگ یونان و شاهنشاهی هخامنشی سبب فراغ بال آن شده و زمامداران آتن را به فکر توسعهٔ عرصهٔ قدرت خویش افکنده بود.
پریکلس پس از به دست گرفتن زمام امور در آتن، تصمیم داشت که با تصرف مگارا و کورنت تجارت یونان را به‌طور کامل در اختیار آتن قرار دهد و بر ناحیه اژه تسلط بدون قید و شرط پیدا کند. در این حال، اسپارت از بیم قدرت روزافزون آتن، با این رویه مخالف بود و در همین راستا، دست یاری به سمت شاهنشاه هخامنشی دراز کرد.
در مقابل اقدامات آتن، هم اسپارت و هم دیگر اقوامی که از قدرت یافتن آتن احساس خطر می‌کردند، به فکر تشکیل اتحادی در مقابل آن افتادند. بدین ترتیب برخی از دولت‌شهرهای اتحادیهٔ شهرهای آزاد از بیم توسعه طلبی آتن، یکی پس از دیگری به دامان اسپارت پناه بردند. بدین ترتیب رفته‌رفته تمام یونان به دو قسمت تقسیم شد:
1. تمام شبه جزایر پلوپونز با یونان مرکزی اتحادیه پلوپونز را تشکیل داده و تحت ریاست اسپارت درآمدند.
2. جزایر دریای اژه همراه با سواحل این دریا به سمت آتن رفتند و تحت فرماندهی آتن قرار گرفتند.

اما برای شروع این جنگ‌ها بهانه‌ای لازم بود که این بهانه به زودی ایجاد شد:
سال ۴۳۵ پیش از میلاد، کورکورا که مستعمرهٔ کورنت بود، خود را مستقل اعلام کرد و بی‌درنگ برای حمایت به اتحادیهٔ آتن پیوست. در نتیجه کورنت که جدایی کورکورا برایش قابل تحمل نبود، ناوگانی برای تسخیر کورکورا، به این جزیره فرستاد.
نبرد بین دو شهر کورکورا و کورنت سبب ورود آتن به نفع کورکورا شد و کورنت نیز متقابلاً از برادر بزرگتر خود اسپارت کمک خواست. بدین ترتیب چند درگیری غیرمستقیم میان قوای آتن و اسپارت در فاصله سال‌های ۴۳۵ تا ۴۳۱ ق. م بروز کرد.
از طرفی برخی اختلافات بر سر مسایل تجاری و بازرگانی نیز، میان پریکلس با اسپارتی‌ها درگرفت و اسپارت اعلام کرد که آتن باید برای حفظ صلح تمام شهرهای یونان را آزاد و مستقل بداند. پریکلس از اهالی آتن خواست که بر این گفته که معنایش استقلال شهرهای گوناگون یونان بود، اعتراض کنند و اسپارت در مقابل جنگ را آغاز کرد.
بدین ترتیب شهرهای سرتاسر یونان در عرصهٔ جنگ نیز، باز به دو گروه تقسیم شدند. از طرفی در «اتحادیه پلوپونزی»، تمامی کشورهای پلوپونز به جز آرگوس به اسپارت پیوستند و همگی به آتن اعلام جنگ دادند. و از طرف دیگر آتن نیز بیکار ننشست و ضمن جلب مشارکت کشورهایی که محتاج ثروت آتن بودند آماده جنگ شد. بدین ترتیب، جنگ‌های پلوپونز آغاز شد.

## دوره نخست جنگ‌ها
این دوره از سال ۴۳۱ تا ۴۲۱ قبل از میلاد به طول انجامید. در این دوره جنگجویان آتنی و اسپارتی، متقابلاً سرزمین‌های طرف مقابل را خراب کردند بدون آنکه به نتیجهٔ قطعی برسند. از یک سو نیروی دریایی آتن، شهرهای ساحلی پلوپونز را ویران ساخت و از طرف دیگر، سپاه اسپارت وارد خاک آتیک شده، محصولات آن را در اختیار گرفت و زمین‌های کشاورزی را ضایع و تخریب کرد.
حصار شهر آتن بسیار بزرگ بوده و نیروی دریایی قدرتمند آن مجهز به ۳۰۰کشتی جنگی بود. به‌علاوه ثروت بسیار زیاد این شهر آن را در برابر هر یورشی مقاوم نشان می‌داد. اما در مقابل زمامداران این شهر به خوبی می‌دانستند که در زمین هموار، هیچ نیرویی قادر به مقابله با قدرت اسپارت نیست.
نیروهای اسپارت نیز که بر این نکته و قدرت خود واقف بودند، در سال ۴۳۱ پیش از میلاد به آتیک (سرزمین اصلی اطراف آتن) حمله بردند و به سرعت نیروهای مدافع آن را از میان برداشته و کلیه اهالی، آبادی‌ها و شهرک‌های اطراف آتن را نابود ساختند. اما آن‌ها در عین حال می‌دانستند که حمله به حصار آتن، کار آن‌ها نیست. پریکلس نیز با آگاهی از این موضوع، همهٔ مردم آتیک را به درون حصار تسخیرناپذیر آتن فراخواند و اجازه نداد تا سپاهیان آتن به عزم جنگ از حصار شهر خارج شوند و کار پیشبرد جنگ را بر عهدهٔ نیروی دریایی آتن محول کردد.
نیروی دریایی آتن نیز در این زمان فاتحانه جلو می‌رفت و سواحل مربوط به متحدان اسپارت را غارت کرده و هر جا کشتی‌های اسپارت را می‌دید، نابود می‌ساخت.
البته در سال ۴۳۰ ق. م، تجمع انبوه جمعیت در میان حصار شهر آتن، منجر به بروز بیماری طاعون (و به روایتی: مالاریا) در این شهر گردید و این یکی از عوامل تضعیف بیش از پیش نیروی زمینی آتن بود.
اتحادیه پلوپونز و اسپارتها با اطلاع از ضعف زمینی آتن، در سال ۴۲۶ ق. م پلاته را پس از ۲ سال محاصره از پای درآوردند. نابودی پلاته سبب شد که آتنی‌ها به تلافی، به تحرکات دریایی خود سرعت داده و در سال ۴۲۵ ق. م در جزیرهٔ سفاکتریا واقع در نزدیکی پیلوس (پولوس)، که متعلق به اتحادیه بود، یکی از ارتش‌های اسپارت را مغلوب کرده و ده‌ها کشتی اسپارت را از بین ببرند. بدین ترتیب آتن تصرف جزایر را آغاز کرد.
اسپارتها که می‌دیدند علی‌رغم قدرت زمینی، به دلیل وجود جزایر متعدد، بدون نیروی دریایی قادر به دفاع از اتحادیه نیستند و از طرف دیگر به دلیل حصارهای بلند آتن قادر به فتح آن نمی‌باشند، پیشنهاد صلح دادند. اما فرمانروایان آتن که به پیروزی خود امیدوار و به قدرتشان مغرور شده بودند این خواسته را رد کردند و در سال ۴۲۲ ق. م سپاهی بزرگ به فرماندهی کلئون را به مقابله با براسیداس، سردار و فرمانده اسپارتی گسیل کردند.
دو سپاه در آمفی پولیس (شهری که همهٔ معادن طلای تراکیا را در بر می‌گرفت) با یکدیگر جنگیدند. در این نبرد سهمگین و خونبار، هردو سپاه فرماندهان بزرگ خود یعنی براسیداس وکلئون) را از دست دادند.
کم‌کم هم آتنی‌ها و هم اسپارتی‌ها پی بردند که هیچ‌کدام از آن‌ها قادر به حذف دیگری نیست؛ بنابراین در سال ۴۲۱ ق. م عهدنامه صلحی مابین دو طرف امضا شد و بدین ترتیب بخش اول جنگ‌های پلوپونز به اتمام رسید.
این پیمان صلح، که به نام عهدنامهٔ نیسیاس (نیکیاس) معروف است، صلح را به مدت پنجاه سال تضمین می‌کرد.
هرچند که خروج برخی متحدان دوطرف از صلح، از همان ابتدا، نشان داد که این صلح، صلحی ناپایدار است و همان‌طور که پیش‌بینی می‌شد کمتر از شش سال بعد، یعنی در سال ۴۱۶ق. م، دوباره آتش جنگ شعله‌ور گردید و دورهٔ دوم این جنگ‌ها آغاز شد.

## دوره دوم جنگ‌ها
دورهٔ دوّم جنگ‌های پلوپونز در فاصله سال‌های ۴۱۶ تا ۴۱۳ قبل از میلاد اتفاق افتاد که به جنگ سیسیل مشهور است. در این جنگ نیروی دریایی آتن به جزیره سیسیل حمله کرد، امّا اسپارتیان نیز که از پشتیبانی و اتحاد داریوش دوم، شاهنشاه هخامنشی، برخوردار بودند نیز، متقابلاً به صقلیه (سیسیل) حمله بردند و تجهیزات بحری و سپاهیان آتنی را در مقابل سیراکوز شکست سختی دادند و منهدم ساختند.

## دوره سوم جنگ‌ها
دورهٔ سوم جنگ‌های پلوپونز، از سال ۴۱۲ پیش از میلاد آغاز شد و در نهایت با شکست و تصرف آتن توسط اسپارت در سال ۴۰۴ پیش از میلاد خاتمه یافت.
در واقع اسپارت و اعضای اتحادیه پلوپونز، بار دیگر در سال ۴۱۳ قبل از میلاد، به بهانه این که آتن پیمان صلح پنجاه ساله را پی‌درپی نقض کرده‌است، تصمیم به حمله به آتیک (سرزمین اصلی آتن) گرفتند. این بار هدف اسپارت محو آتن به هر قیمت ممکن بود و به همین دلیل آن‌ها حتی مذاکرات با ایران را نیز آغاز کردند. اسپارتها این بار به خاطر داشتند در کشور پر از جزیره یونان، نیروی دریایی بسیار راهگشا است بنابراین با استفاده از نیروهای دریایی متفرقهٔ شهرها وجزایر کوچک اتحادیه پلوپونزی، نیروی دریایی قدرتمندی ایجاد کردند و سپس ضمن توافق با داریوش دوم پادشاه هخامنشی، از کمک‌های عظیم مالی ساتراپ لیدی که تحت فرمان شاه ایران بود، برخوردار شدند.
شاهنشاه ایران که فرصت را مناسب می‌دید، برای انتقام و تلافی درگیری ماراتون و جنگ سالامیس، به تقویت نیروی دریایی اسپارت پرداخت و اسپارت نیز متقابلاً متعهد گردید که به ایران یاری کند تا دوباره بر شهرهای ایونیا یونان دست پیدا کند.
بدین ترتیب آتنی‌ها که به نیروی دریایی خود دل بسته بودند، در سال‌های ۴۰۸ و ۴۰۷ قبل از میلاد، حتی در دریا نیز از ناوگان تقویت شده اسپارتها شکست خوردند.
در نبرد نهایی دریایی که در سواحل لسبوس درگرفت، کشتی‌های اسپارتی که توسط دریاسالار لوساندروس (لیساندر) فرماندهی می‌شدند، ناوگان دریایی آتن را محاصره کردند و جنگ سختی در ارژی نوز (جزایر سه‌گانه کوچکی در قسمت جنوبی لسبوس) درگرفت. در این نبرد دریاسالاران آتنی هر آنچه در توان داشتند، به کار گرفتند و در نهایت ناوگان اسپارت را شکست دادند. لوساندروس به آن‌ها پیشنهاد صلح داد، امّا آنان پیشنهاد صلح اسپارت را رد کردند و این به معنای پایان دوران ثروت و قدرت در آتن بود.
چراکه در اندک زمانی بعد، جنگجویان اسپارت با پول ایران و به کار گرفتن دریانوردان مزدور، تحت فرماندهی لوساندروس یا همان لیزاندر، دریاسالار نامدار اسپارت، بر باقیماندهٔ آتنی‌ها غلبه یافتند و از جمله در هلس پونت، موفق شدند تا تمامی کشتی‌های نیروی دریایی آتن را نابود سازند.
بدین ترتیب اتحادیه پرقدرت ضدآتن، در سال ۴۰۵ قبل از میلاد، تمامی سواحل متعدد اطراف یونان را تسخیر نمود و آتن در سال ۴۰۴ ق. م وادار شد که کلیه شرایط مهاجمان اسپارتی و متحدین آن‌ها را بپذیرد. بر اساس این شرایط که توسط لوساندروس دیکته شد، آتن موظف گردید که حصارهای خود را ویران کند، دموکراسی را کنار بگذارد و برای بازگرداندن اولیگارشهای تبعید شده اقدام کند.
اولیگارش‌های تبعید شده در همان سال (۴۰۴ ق. م) به آتن بازگشتند و به یاری لوساندروس، و به رهبری کریتیاس و ترامنس، حکومت را در دست گرفتند و برای آتن یک شورای سی نفری تشکیل دادند که نقطه شروع حکومت جباران سی‌گانه بود.
حکومت مرتجع و خشن سی جابر نقطه شروع انحطاط آتن محسوب می‌شد که اسپارت‌ها آن را با یاری اتحادیه پلوپونز و به مدد پشتیبانی شاه ایران بر ملت آتن تحمیل کردند.

## نتایج جنگ پلوپونز
جنگ پلوپونز علاوه بر اینکه آتنی‌ها را مجبور کرد که در مورد حکومت عامه یا دموکراسی تغییر عقیده داده و به نظام چهارصد نفری و متعاقب آن به پذیرش حکومت جباران سی‌گانه رضایت بدهند، چندین نتیجه بزرگ دیگر هم داشت. از جمله این نتایج یکی این که پس از این جنگ، آتن از چرخه قدرت‌های تأثیرگذار نظامی برای همیشه خارج شد و با این که به دلیل دارا بودن تمامی زمینه‌های یک تمدن بزرگ می‌توانست مرکز یک امپراتوری عظیم نظامی و توسعه دهنده یک تمدن بسیار بزرگ باشد، اما با بروز جنگ مذکور، این امکان برای همیشه از آتن گرفته شد.
نتیجه دیگر اینکه جنگ‌های پلوپونز نه فقط آتن را تضعیف نمود، بلکه توان اقتصادی، فرهنگی و نظامی مناطق ایونی‌نشین در یونان، که آتن آن‌ها را نمایندگی می‌کرد را نیز، کاهش داد.
از طرفی با اینکه یونان این ظرفیت را داشت که با اتحاد دولتهای بسیار کوچک و متعدد اما هم قوم خود، مبدل به قدرت نظامی برتر اروپا و غرب آسیا شود، اما نبردهای داخلی بین اقوام مختلف یونانی و از جمله همین جنگ، هرگز به یونان چنین امکانی را نداد و اختلافات اقوام ستیزه‌جوی آن نهایتاً سبب شد که این سرزمین همواره آلت دست قدرت‌های بزرگ باقی بماند و نتواند خود را از سلطه آن‌ها خارج سازد.
از دیگر نتایج این جنگ، محکم شدن جاپای ایران بر آسیای صغیر و قدرت گرفتن تدریجی اقوام مرکزی اروپا بود.
با پایان جنگ پلوپونز، مشکلات بیش از پیش شد. آتن از جسم و روح فرسوده گشته بود… بر اثر جنگ‌های مداوم و مصایب جانکاه، تباهی اخلاقی پدید آمد. همه تشکیلات و نظام‌های آتن، بی سامان شدند. لشکرکشی‌های اسپارت خاک آتیک را ضایع کرد. درختان زیتون مقدس همه سوختند. نیروی دریایی آتن نابود شد. تسلط بر منابع غذا از دست رفت. تجارت رو به تباهی نهاد. خزانه دولت خالی شد. مالیات‌های سنگین ثروتهای خصوصی را به نیستی و نابودی کشانید. دو سوم شارمندان هلاک شده بودند.
زیان و آسیبی که از لشکرکشی‌های ایران به آتن وارد شد، با گزندی که از جنگ‌های پلوپونزی بر حیات و ثروت آن رسید قابل قیاس نبود.
یونان باز دچار فقر شده بود اما روح آتن چنان زخم ژرفی برداشته بود که دیگر امید بهبود آن نمی‌رفت.

## نقش شاهنشاهی هخامنشیان
سیاست اردشیر یکم در جنگ‌های پلوپونز:
در تابستان سال ۴۶۵ پ. م خشایارشا با توطئه درباریان به قتل رسید. پسرش اردشیر یکم جانشین او شد (اردشیر یکم، در نامه‌ها کی‌اردشیر نامیده می شد). قیام‌های پی در پی مردم کشورهای تابعه، شکست‌های نظامی و قیام شهربانان با کمک مزدوران یونانی اردشیر یکم را به بازبینی بنیادی سیاست خود در قبال یونان واداشت؛ یونانی که در این زمان در گیرودار جنگ‌های پلوپونز بود. اردشیر آشنا به امور یونان، پی برد که یک یونان تقسیم شده هیچ تهدیدی برای دولت پارس در برنخواهد داشت؛ بنابراین بی‌اعتبار کردن سران سیاسی یونان با پرداخت رشوه یا به زبان ساده، سیاست «تفرقه بینداز و حکومت کن» در دستور کار اردشیر و دولت هخامنشی قرار گرفت.
به‌طور کلی سیاست اردشیر در بین سال‌های ۴۶۶ تا ۴۴۹ پ. م بر این راستا قرار گرفت:
۱. اردشیر سیاست دولت هخامنشی را بر این اساس قرار داد که سیاست تفرقه‌اندازی را برای حصول پیروزی خود به کار گیرد، بدین ترتیب که اسپارتیان را از طریق تطمیع علیه آتنیان و گاه آتنیان را بر علیه اسپارتیان تطمیع می‌کرد.
۲. اصولاً پراکندگی یونان مربوط می‌شد به مسائل سیاسی کشورهایی که حکومت اولیگارشی (تحت نظر متنفذین) داشتند و گرایش آن‌ها به سوی اسپارت بود، دسته دیگر حکومت‌هایی بودند دموکراتیک که آن‌ها همگی به آغوش آتن پناه برده بودند. درگیری‌های سیاسی بین آتن و اسپارتا آبستن شروع جنگ بود. دو متحد اسپارت یکی کورینتوس و دیگری مگارا رقیب تجاری آتن بودند، آن‌ها با مشاهده قدرت گرفتن آتن به اسپارت اصرار می‌ورزیدند تا با آتن از در جنگ درآیند. در سال ۴۳۱ پیش از میلاد، سرانجام اتحادیه پلوپونزی‌ها دست به جنگ زدند، جنگی که رضایت خاطر کامل ایران را فراهم ساخت. این جنگ تحت رهبری اسپارت اتحادیه پلوپونزی‌ها را علیه امپراتوری دریایی آتن و اتحادیه دلوس وارد جنگ کرد. این جنگ یکی از مخرب‌ترین رویدادهای یونان باستان به‌شمار می‌آید. جنگی که باعث بروز مصیبت‌های فاجعه‌باری برای سراسر یونان گردید. این جنگ تا سال ۴۰۴ پ.م. دوام یافت. در خلال این جنگ، موقعیت سیاسی آتن چندین بار تغییر یافت. هر دو طرف برای دریافت کمک، دست به دامن ایرانی‌ها شدند و چنین بود که ایران گاه به اسپارت و گاه به آتن کمک می‌کرد. علاقه ایران تنها به این مسئله، تضعیف دو طرف بود.
ایران طلای خود را به جانب یونان سرازیر کرده بود؛ بدین ترتیب که هر یک از طرفین که ضعیف می‌شد، ایران به آن طرف دیگر گرایش می‌یافت و کمک می‌کرد تا این جنگ‌ها ادامه یابد و هخامنشیان بتوانند منافع خود را در منطقه بی‌دغدغه خاطر و بدون جنگ و خونریزی حفظ کنند. با کمترین جنگ و در نتیجه کمترین تلفات انسانی و خسارت مالی در یونان بیشترین منافع سیاسی نصیب ایران می‌شد.
برای اردشیر دیگر نیازی به شمشیر نبود؛ چرا که طلاهای شاه و وعده‌های طلایی او حتی قبل از مذاکرات کالیاس و جنگ‌های پلوپونز یونانی‌ها را از فتنه‌جویی در مرزهای غربی کشور بازمی‌داشت و یونانی‌ها دیگر در این دوره به بوی طلا و به طمع جاه و حرمت در دربار شاه یا دستگاه ساتراپ‌های ایرانی آسیای صغیر جلب شده بودند.
اردشیر در این میان از دیدن یونانی‌ها که به جان هم افتاده و یکدیگر را در جنگ‌های پلوپونز تباه می‌ساختند بسیار خرسند بود.
روشی که اردشیر به‌کار می‌برد، استراتژی جدیدی بود که تا آن زمان در روابط دیپلماتیک کشورها به‌کار نرفته بود یا اگر کارایی داشت، شناخته شده نبود.
سیاست داریوش دوم در جنگ‌های پلوپونز:
اردشیر یکم بین دسامبر ۴۲۴ و فوریهٔ ۴۲۳ پ. م درگذشت و اُخُس، شهربانی هیرکانی، پسر اردشیر اول از یک همخوابهٔ بابلی، در ۱۳ فوریهٔ ۴۲۳ پ. م با نام داریوش دوم خود را شاهنشاه پارس خواند.
<<... درحالی که جنگ‌های پلوپونزی و درگیری‌های داخلی یونان به اوج شدت رسیده بود، اسپارت می‌کوشید تا برای نابود کردن حریف نیرومند خویش، آتن، از طلای داریوش دوم استفاده کند؛ اما داریوش می‌دانست از طلای خویش چگونه باید همچون یک حربهٔ سیاسی استفاده نماید. درعین حال می‌دانست که حفظ نوعی موازنه در بین حریفان جنگ پلوپونزی برای ایران سودمندتر خواهد بود از این رو طلای ایران را طوری به آنها می‌رسانید که جنگ به درازا کشد و غالب و مغلوبی معلوم نشود. حاصل این سیاست موازنه، آن شد که اشتغال حریفان در منازعات پلوپونزی به ایران فرصت داد تا شهرهای یونانی آسیای صغیر را دوباره به انقیاد خویش درآورد، پادگان‌های ایرانی را در آنجاها مستقر سازد و حتی مالیات‌های معوق را بازستاند.
روانه ساختن سکه‌های طلای ایرانی به جای سربازان ایرانی به آن سوی مرز و تطمیع هر یک از طرفین مخاصمه، کار را بر یونانی‌ها مشکل و بر ایرانی‌ها آسان می‌ساخت. طلای ایران برای اغوای آتن بر ضد اسپارت در این نبردها به‌کار می‌رفت، بدون این که بین ایران و یونان درگیری رخ دهد. با صرف طلا و رشوه، تنور جنگ گرم نگاه داشته می‌شد.